# ウィンチェスター伯爵
ウィンチェスター伯爵（英語: Earl of Winchester）は、かつて存在したイングランド貴族の伯爵位。
過去に3回創設された。最初の創設はサアー・ド・クインシーが、彼の妻がレスター伯ボーモント家の遺領の半分を相続した後の1206/07年2月10日に与えられたのに始まる。初代伯は第5回十字軍に参加し、1219年にダミエットを一時的に占領し、同年中に死去した。その息子ロジャー・ド・クインシーが後継者なく1265年4月25日に死去したことで伯爵領は王冠に戻った
2度目の創設は1322年5月10日にエドワード2世が寵臣ヒュー・ル・ディスペンサーに与えたものである。しかし1326年に王妃イザベラがフランスから兵を引き連れて戻ってきた際に失脚し、処刑のうえ爵位剥奪された。
1470年から1471年にかけて国外亡命していたエドワード4世はフラマン人貴族ルイ・ド・グルートフーズの食客になっていた。エドワード4世が1471年に王位を取り戻した後、ウィンチェスター伯を与えてそれに報いた。しかし1500年に彼の息子が王冠に返還した。

## ウィンチェスター伯 1期 (1207年)
- 初代ウィンチェスター伯サアー・ド・クインシー（英語版） (-1219)
- 2代ウィンチェスター伯ロジャー・ド・クインシー（英語版） (-1265)

## ウィンチェスター伯 2期 (1322年)
- 初代ウィンチェスター伯ヒュー・ル・ディスペンサー (-1326)

## ウィンチェスター伯 3期 (1472年)
- 初代ウィンチェスター伯ルイ・ド・グルートフーズ（英語版） (1427–1492)
- 2代ウィンチェスター伯ジャン・ド・ブルッヘ（ドイツ語版、フランス語版） (1458–1512) 1500年に放棄